# آرامگاه زندان

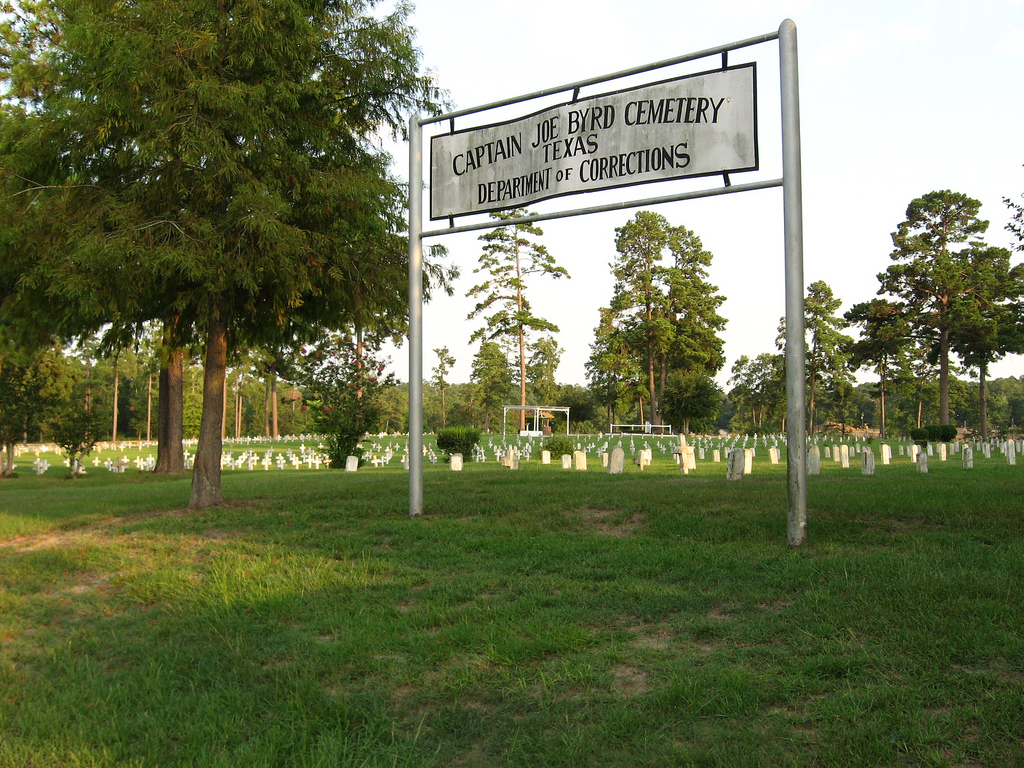
آرامگاه کاپیتان جو بایرد در هانتسویل، تگزاس. دپارتمان حقوق مجرمین تگزاس آرامگاهی است برای زندانیانی که فوت می‌کنند و خانواده‌شان مایل به گرفتن جسد آنها نیستند.

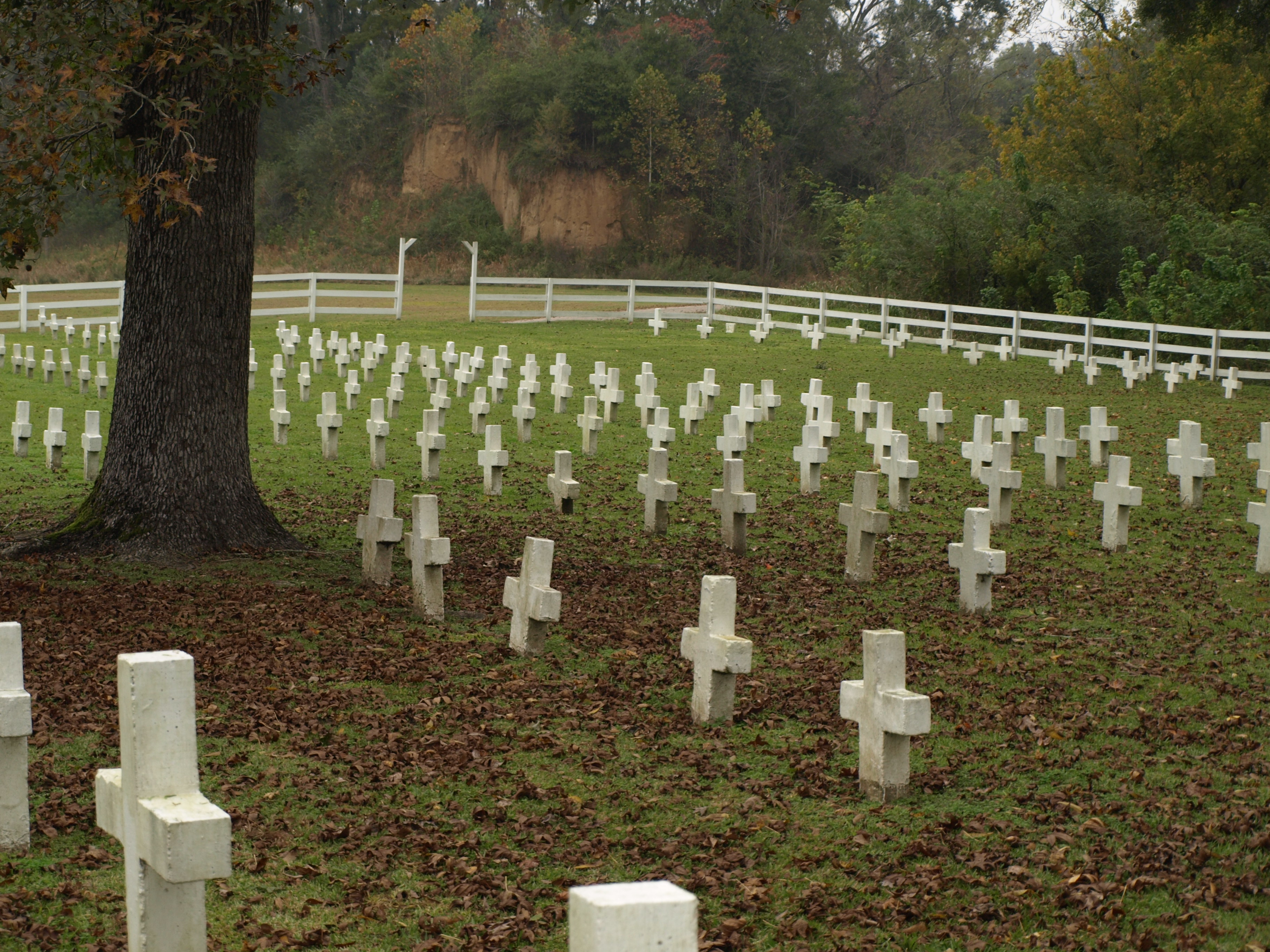
یک آرامگاه زندان در ایالت لویزیانا واقع در ایالات متحده آمریکا.

آرامگاه زندان همان‌طور که از نامش پیداست، یک قبرستان است که به زندانیانی که در طول دوره محکومیت می‌میرند، اختصاص داده می‌شود. معمولاً زندانیانی را در این نوع آرامگاه‌ها دفن می‌کنند که یا خانواده و خویشاوندی ندارند یا اگر دارند، مایل به پذیرش جسدشان نیستند. محکومین اعدام نیز پس از اجرای حکم در این نوع آرامگاه‌ها دفن می‌شوند.